# Máquina de Von Neumann

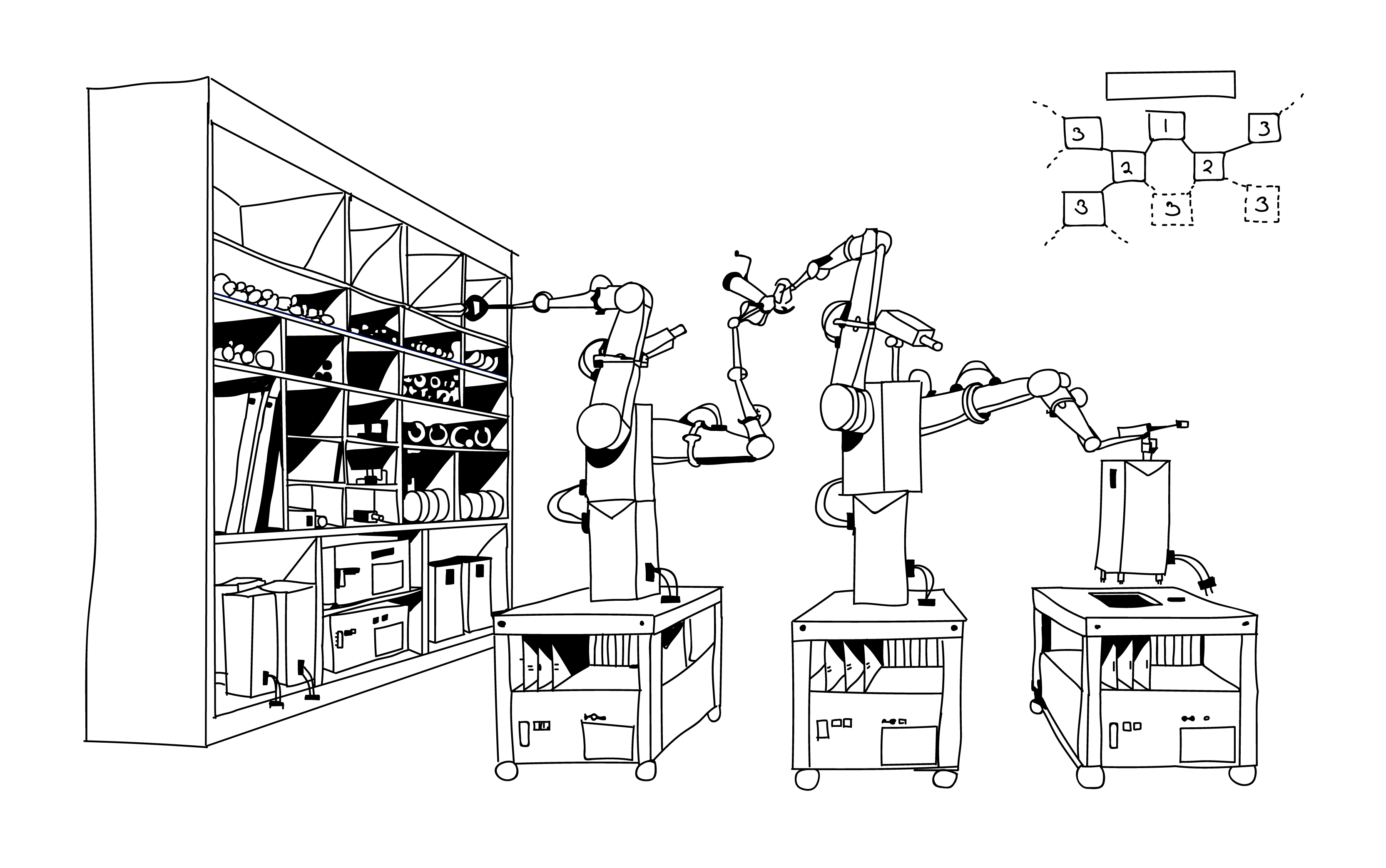
Forma simple de una máquina autorreplicante.

La máquina de Von Neumann es un concepto teórico formulado por el matemático húngaroestadounidense John von Neumann.
Supóngase un determinado problema simple, repetitivo y prolongado en el tiempo: por ejemplo, la extracción de mineral de hierro en la superficie de Marte.
Una solución posible es enviar máquinas robotizadas que, de forma autónoma, extraigan el mineral y lo conviertan en lingotes de hierro, bien para su envío a la Tierra, bien para su uso por colonias locales. Si una máquina extrae n toneladas en un determinado período de tiempo (ciclo), en m ciclos se tendrá m x n toneladas.
Supóngase ahora un segundo tipo de máquina: una máquina que, además de producir lingotes de hierro, los trabaja para autorreplicarse, construyendo una máquina igual a ella misma. El rendimiento será menor que el de la primera máquina, pues parte del hierro lo utiliza en producir la segunda máquina, pero al cabo de un tiempo (generación), no se tendrá una sino dos máquinas trabajando. Tras dos generaciones se tendrá cuatro máquinas, tras tres generaciones ocho máquinas, etcétera. Se trata de una población que crece de forma exponencial.
Así, aunque el rendimiento sea menor, la producción tenderá a crecer hasta superar la de la primera máquina. Como ejemplo, tras diez generaciones habrá más de mil máquinas de Von Neumann (exactamente 1.024 = 210), de manera que, aunque su rendimiento fuera del 5% de la primera máquina, la producción total sería más de 50 veces mayor.
Este concepto no es solamente teórico: los virus informáticos son máquinas de Von Neumann. Ante el ingente trabajo de infectar el mayor número posible de ordenadores, los virus se autorreplican pasando de ordenador a ordenador, aumentando su población de forma exponencial e infectando así millones de ordenadores en pocas horas.
Sin embargo, no solo hay aplicaciones negativas de este concepto. Los autómatas celulares tienen alto rango de aplicaciones en la ciencia, modelando y simulando gran cantidad de sistemas físicos, como fluidos, flujo de tráfico, etc.